# Râul Valea Măgurii, Dâmbovița
Râul Valea Măgurii este un curs de apă, afluent al râului Dâmbovița. 